# Robert McLachlan
Robert McLachlan (o Mac Lachlan) (Ongar, 10 aprile 1837 – Lewisham, 23 maggio 1904) è stato un entomologo inglese.
Fu il figlio di Hugh McLachlan, dal quale, dopo aver studiato a Ilford ereditò una cospicua fortuna che gli permise di dedicare la sua vita ai viaggi e agli studi riguardanti la storia naturale. Inizialmente si dedicò soprattutto alla botanica, salvo poi specializzarsi su ricerche sui Neurotteri. Fu il primo editore del periodico scientifico Entomologist's Monthly Magazine. 
McLachlan divenne un membro della Royal Entomological Society of London nel 1858, ne fu il segretario dal 1868 al 1872, il tesoriere nei periodi 1873-1875 e 1891-1904 e il presidente tra il 1885 e il 1886. Fu inoltre un membro della Linnean Society of London dal 1862, della Royal Society dal 1877, della Zoological Society of London dal 1881 e della Royal Horticultural Society dal 1888. 
Tra le sue pubblicazioni troviamo:
- Monograph of the British species of caddis-flies (1865);
- Monograph of the British Neuroptera-Planipennia (1868);
- Monograph British Psocidae (1866-1867);
- Catalogue of British Neuroptera (1870);
- Quelques espèces de phryganides (1872)
- Monographic revision and synopsis of the Trichoptera of the European fauna (in due volumi, 1874 e 1880).